# Найтстаун
Найтстаун (англ. Knightstown; ирл. Baile an Ridire) — деревня в Ирландии, находится в графстве Керри (провинция Манстер).

## Демография

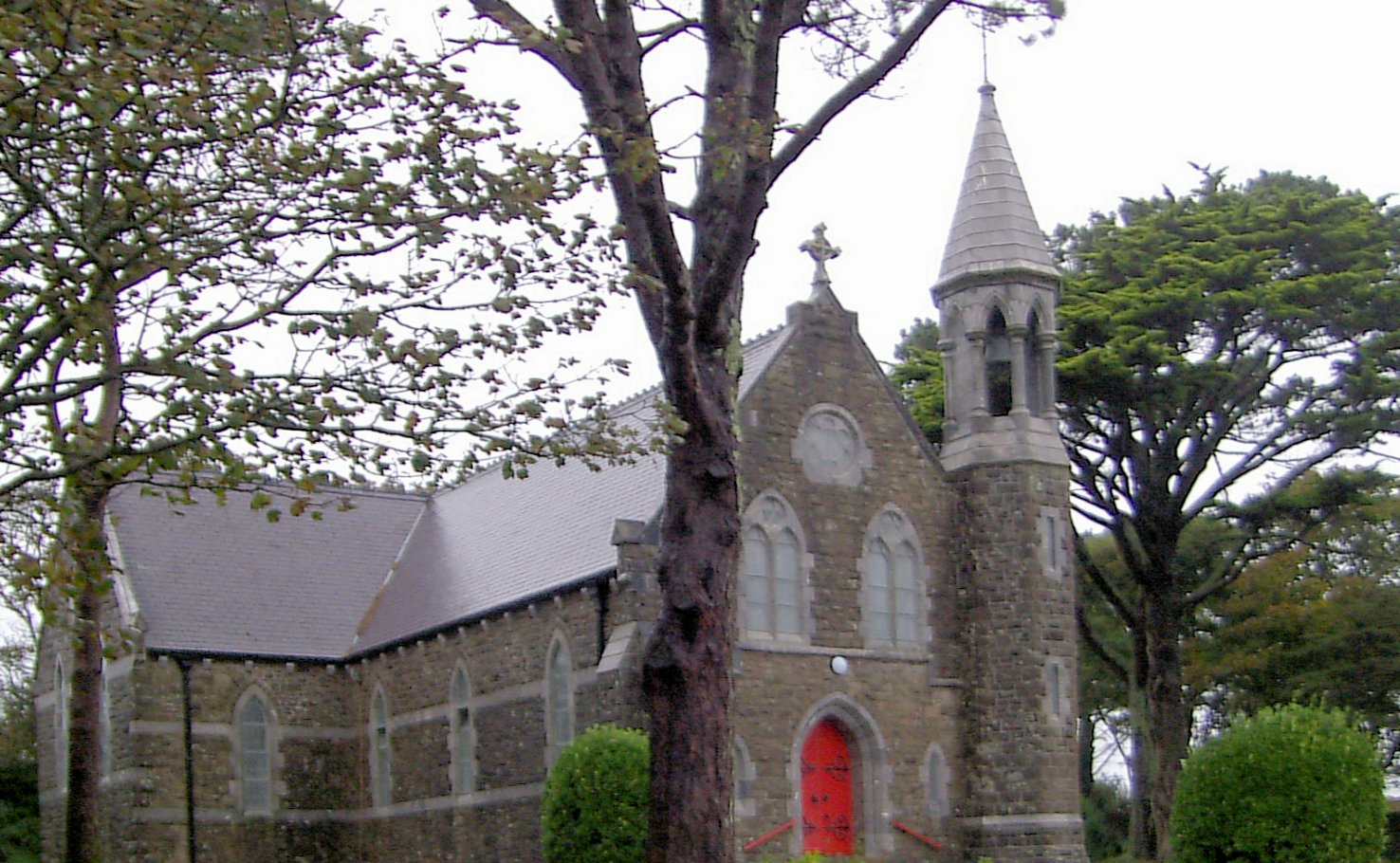
Католическая церковь в Найтстауне

Население — 156 человек (по переписи 2006 года). В 2002 году население составляло 172 человек.
Данные переписи 2006 года:
| Общие демографические показатели |               |                               |                               |      |      |
| Всё население                    | Всё население | Изменения населения 2002—2006 | Изменения населения 2002—2006 | 2006 | 2006 |
| 2002                             | 2006          | чел.                          | %                             | муж. | жен. |
| 172                              | 156           | -16                           | -9,3                          | 88   | 68   |